# Rikuya Izutsu
Rikuya Izutsu (井筒 陸也 Izutsu Rikuya?, nacido el 10 de febrero de 1994 en Osaka) es un futbolista japonés que se desempeña como defensa.

## Trayectoria

### Clubes
| Club             | País  | Año    |
| ---------------- | ----- | ------ |
| Tokushima Vortis | Japón | 2016 - |

## Estadística de carrera

### J. League
| Club             | Año   | J. League | J. League | Copa J. League | Copa J. League | Total | Total |
| Club             | Año   | Part.     | Goles     | Part.          | Goles          | Part. | Goles |
| ---------------- | ----- | --------- | --------- | -------------- | -------------- | ----- | ----- |
| Tokushima Vortis | 2016  | 0         | 0         | -              | -              | 0     | 0     |
| Tokushima Vortis | 2017  | 21        | 1         | -              | -              | 21    | 1     |
| Total            | Total | 21        | 1         | 0              | 0              | 21    | 1     |